# نهائي كأس ألمانيا 2012
نهائي كأس ألمانيا 2012 هي المباراة النهائية من منافسة كأس ألمانيا 2011–12، أقيمت المباراة في 2012، في الملعب الأولمبي، بين فريقي بوروسيا دورتموند، وبايرن ميونخ، وفاز فيها بوروسيا دورتموند، بعد أن هزم بايرن ميونخ، بنتيجة 5 - 2، وكان حكم المباراة Peter Gagelmann ‏، وحضر المباراة 75708 شخصاً.

## تفاصيل المباراة
لعبت المباراة النهائية في 2012.
| بوروسيا دورتموند | 5 -2 | بايرن ميونخ                                 |
| --- | ---- | ------------------------------------------- |
| شينجي كاغاوا 3 ' · ماتس هوملز 41 ' (ركلة.) · روبرت ليفاندوفسكي 45 ' · روبرت ليفاندوفسكي 58 ' · روبرت ليفاندوفسكي 81 ' |      | آريين روبن 25 ' (ركلة.) · فرانك ريبيري 75 ' |